# Guerra della contea di Lincoln
La guerra della contea di Lincoln fu un conflitto del Vecchio West combattuto tra fazioni rivali nel 1878 nel territorio del Nuovo Messico. La faida divenne famosa a causa della partecipazione di importanti personaggi tra cui Billy the Kid, gli sceriffi William Brady e Pat Garrett, l'allevatore John Chisum, l'avvocato ed uomo d'affari Alexander McSween ed il malavitoso Lawrence Murphy.
Il conflitto scoppiò tra due fazioni per il controllo del commercio dei prodotti di merceria nella contea. La fazione più antica era guidata da Murphy e dal suo socio in affari, James Dolan, i quali ne gestivano il monopolio tramite il negozio di Murphy. Appena giunti nella contea, l'inglese John Tunstall ed il suo socio Alexander McSween, con il supporto dell'allevatore John Chisum, aprirono un negozio concorrente nel 1876. I due gruppi assoldarono avvocati, uomini d'affari, manovalanza di ranch Tunstall e bande malavitose a proprio sostegno. La fazione di Murphy-Dolan si alleò con lo sceriffo Brady della contea di Lincoln, ed era sostenuta dalla banda di Jesse Evans. La fazione di Tunstall-McSween organizzò un proprio gruppo armato, noto come i regolatori, per difendersi, ed avevano l'avvocato Richard M. Brewer. Il conflitto fu segnato da continue vendette a partire dall'omicidio di Tunstall per mano dei membri della banda di Evans. Per vendicarsi i regolatori uccisero lo sceriffo Brady ed altri in una serie di scontri. Gli omicidi continuarono senza sosta per molti mesi, culminando nella battaglia di Lincoln, una sparatoria di quattro giorni ed un assedio che si concluse con la morte di McSween e la cacciata dei regolatori. Dopo essere stato nominato sceriffo nel 1880, Pat Garrett diede la caccia a Billy the Kid ed uccise altri due regolatori.
La guerra è stata rappresentata in molti film di Hollywood, tra cui Furia selvaggia del 1958, Chisum con John Wayne del 1970 e Young Guns - Giovani pistole del 1988.

## Cronologia degli eventi

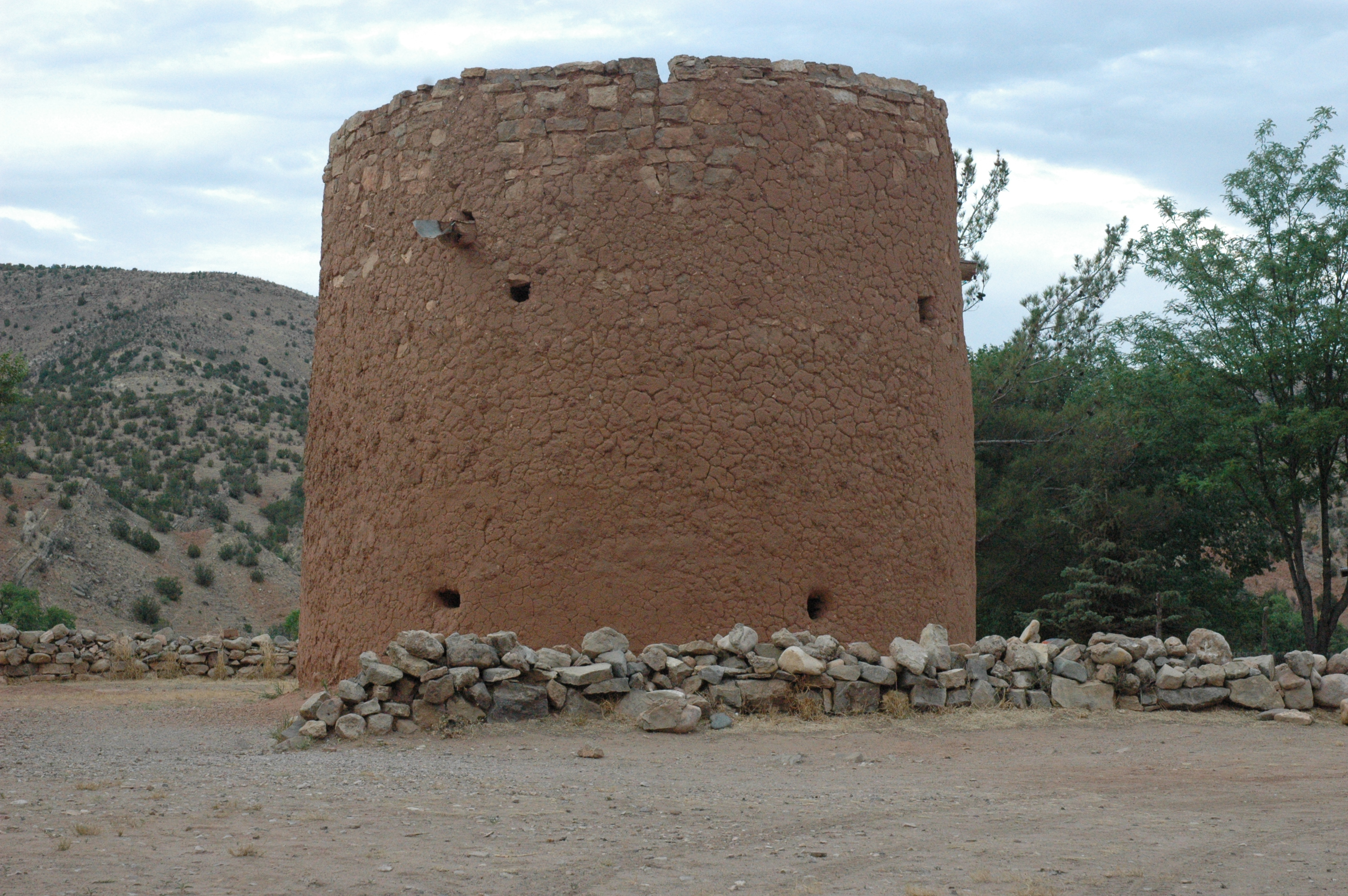
Il Torreon, dove si appostarono i cecchini di Murphy

Nel novembre 1876 un ricco inglese di nome John Tunstall giunse nella contea di Lincoln in Nuovo Messico dove aveva intenzione di fondare un allevamento di bestiame, un negozio ed una banca in collaborazione col giovane procuratore Alexander McSween e con l'allevatore John Chisum. Scoprirono che la contea di Lincoln era controllata economicamente e politicamente da Lawrence Murphy e da James Dolan, proprietari dell'LG Murphy and Co., unico negozio della contea. Le fazioni erano etnicamente in contrasto, dato che Murphy era un cattolico irlandese e Tunstall un protestante. L'LG Murphy and Co. prestava migliaia di dollari al governatore del territorio, ed il procuratore territoriale possedeva un'ipoteca sulla proprietà. Tunstall scoprì che Murphy e Dolan, i quali si procuravano buona parte del bestiame rubandolo, avevano ricchi contratti per la fornitura di carne alle agenzie indiane del governo federale statunitense.
Questi contratti, assieme al monopolio su merci e finanziamenti per fattorie e ranch, permettevano a Murphy, Dolan ed al loro socio Riley di disporre della contea di Lincoln come di un feudo privato. Murphy e Dolan si rifiutarono di rinunciare al proprio monopolio. Nel febbraio 1878, in un processo che fu alla fine sciolto, ottennero l'ordine del tribunale di sequestrare tutte le proprietà di McSween, ma per errore furono inclusi i beni di Tunstall con quelli di McSween. Lo sceriffo Brady formò un gruppo armato per unire al proprio ranch le terre di Tunstall a 100 km da 70 Lincoln. Pochi cittadini si sarebbero uniti al gruppo di Brady, che quindi arruolò una banda di fuorilegge noti come la banda di Jesse Evans.

### Uccisione di John Tunstall
Il 18 febbraio 1878 membri del gruppo dello sceriffo raggiunsero Tunstall, che stava riportando suoi ultimi nove cavalli a Lincoln. Frank Warner Angel, investigatore del Segretario degli Interni, scoprì in seguito che Tunstall fu colpito a "sangue freddo" da Jesse Evans, William Morton e Tom Hill. L'omicidio di Tunstall fu osservato a distanza da molti uomini, compresi Richard Brewer e Billy the Kid, e fu la scintilla che scatenò la guerra della contea di Lincoln.
I mandriani di Tunstall ed altri cittadini formarono un gruppo noto come i "regolatori" per vendicarne l'assassinio, dato che la giustizia era controllata da amici di Murphy e Dolan. Mentre i regolatori erano costituiti da dozzine di cowboy americani e messicani, i principali tredici furono noti come "corazzata" ("iron clad"), composta da McCarty, Richard "Dick" Brewer, Frank McNab, Doc Scurlock, Jim French, John Middleton, George Coe, Frank Coe, Jose Chavez y Chavez, Charlie Bowdre, Tom O'Folliard, Fred Waite (un Chickasaw) e Henry Newton Brown.
I regolatori cercarono di catturare i membri di posse comitatus dello sceriffo che avevano ucciso Tunstall. Dopo che i regolatori furono ricevuti dal giudice di pace della contea con Constable Martinez, cercarono di seguire l'iter di legge emanando ordini di arresto per gli assassini. Lo sceriffo Brady arrestò ed imprigionò Martinez ed i suoi sostituti. Furono rilasciati e si misero alla ricerca degli assassini di Tunstall. Trovarono Buck Morton, Dick Lloyd e Frank Baker nei pressi di Rio Peñasco. Morton si arrese dopo una sparatoria durata 8 km a condizione che lui ed il suo collega sceriffo Frank Baker, sarebbero stati riportati vivi a Lincoln. Il capitano dei regolatori Dick Brewer gli garantì la cosa, ma gli altri regolatori insistettero per uccidere i prigionieri. William McCloskey, anch'esso amico di Morton, si oppose.

### Massacro di Blackwater
Il 9 marzo 1878, terzo giorno del viaggio di ritorno verso Lincoln, i regolatori uccisero McCloskey, Morton e Baker alle pendici del Capitan lungo il fiume Blackwater. Affermarono che Morton aveva ucciso McCloskey ed aveva cercato di fuggire con Baker, obbligandoli ad ucciderli. In pochi credettero alla storia, dato che sembrava improbabile che Morton avrebbe ucciso l'unico suo amico nel gruppo. Dato che i corpi di Morton e Baker furono ritrovati con undici fori di proiettili ognuno, uno per ogni regolatore, Utley crede che questi li abbiano uccisi, sparando anche a McCloskey che si era opposto alla cosa. Nolan afferma che Morton si prese dieci proiettili, mentre Baker fu colpito cinque volte. Lo stesso giorno gli altri due assassini di Tunstall, Tom Hill e Jesse Evans, furono colpiti da proiettili durante un tentativo di furto di pecore nei pressi di Tularosa. Hill morì ed Evans fu gravemente ferito. Mentre Evans si trovava a Fort Stanton per le cure mediche, fu arrestato per un vecchio mandato federale.

### Uccisione di William Brady
Lo sceriffo Brady chiese aiuto al procuratore generale territoriale Thomas Benton Catron per mettere fine a questa "anarchia". Catron girò la richiesta al governatore territoriale Samuel B. Axtell, il quale decise che John Wilson, giudice di pace, era stato nominato illegalmente dai commissari della contea. Wilson aveva ricevuto i regolatori ed aveva emanato l'ordine di arresto per gli assassini di Tunstall. Il decreto di Axtell fece sì che le azioni dei regolatori, rispettose della legge, fossero diventate illegali.
Il 1º aprile 1878 i regolatori French, McNab, Middleton, Waite, Brown e Billy the Kid fronteggiarono Brady ed i suoi uomini nella strada principale di Lincoln. Brady morì a causa di almeno dodici ferite da proiettile. Anche il vice sceriffo George W. Hindman fu ferito mortalmente. McCarty e French uscirono allo scoperto per raggiungere il corpo di Brady, forse per prendere il mandato di arresto per McSween o per recuperare il fucile di McCarty che Brady aveva trattenuto da un arresto precedente. Un vice sceriffo sopravvissuto, Billy Matthews, ferì entrambi con un solo proiettile.

### Battaglia di Blazer's Mill

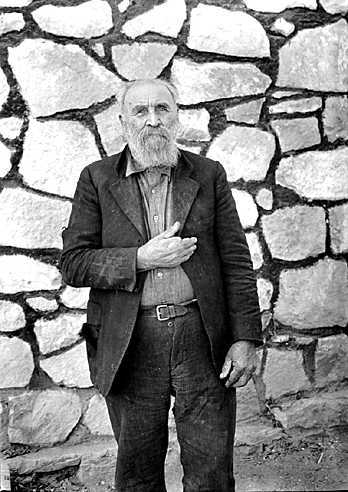
George W. Coe, sopravvissuto alla battaglia di Blazer's Mill, nel 1934

Tre giorni dopo le uccisioni di Brady e Hindman i regolatori si diressero a sudovest dalla zona nei dintorni di Lincoln, raggiungendo Blazer's Mill, una segheria e trading post che riforniva di carne gli Apache Mescaleros. Giunsero dal ranchero Buckshot Roberts, inserito nell'elenco delle persone da arrestare per l'omicidio di Tunstall. Nella sparatoria che seguì i regolatori ferirono mortalmente Roberts.

### Sparatoria a ranch Fritz
Dopo la morte di Brewer i regolatori nominarono McNab come loro capitano. Il 29 aprile 1878 lo sceriffo Peppin stava organizzando una milizia comprendente la banda di Jesse Evans ed i Seven Rivers Warriors. Scoppiò una sparatoria tra loro ed i regolatori McNab, Saunders e Frank Coe presso ranch Fritz. McNab morì nello scontro, mentre Saunders fu gravemente ferito e Frank Coe fu catturato.
Il giorno dopo i membri dei Seven Rivers Tom Green, Charles Marshall, Jim Patterson e John Galvin furono uccisi a Lincoln, ma non fu mai dimostrato che furono i regolatori a sparare. Frank Coe fuggì poco dopo la cattura, si dice grazie all'aiuto del vice sceriffo Wallace Olinger che gli diede una pistola.
Il giorno dopo la morte di McNab i regolatori noti come "corazzata" si arroccarono nella città di Lincoln, ingaggiando una sparatoria con gli uomini di Dolan e con la cavalleria statunitense. "Dutch Charley" Kruling, un uomo di Dolan, fu ferito da un colpo di fucile sparato da George Coe. Sparando alle truppe governative, i regolatori si guadagnarono dei nuovi nemici. Il 15 maggio i regolatori catturarono un membro dei Seven Rivers, Manuel Segovia, che si credeva fosse colui che aveva sparato a McNab. Gli spararono durante quella che fu, dissero, un tentativo di fuga. Nel periodo in cui fu ucciso Segovia la "corazzata" acquisì un nuovo membro, un giovane mandriano texano di nome Tom O'Folliard.

### Battaglia di Lincoln

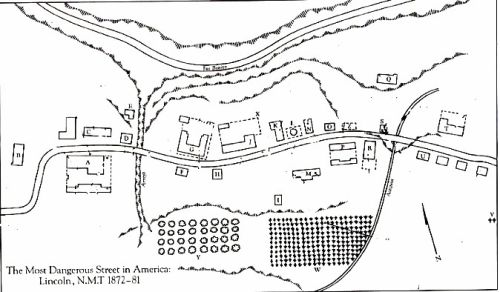
Mappa di Lincoln, Nuovo Messico, come appariva tra il 1872 ed il 1881

Lo scontro iniziò nel pomeriggio del 15 luglio 1878, quando i regolatori furono circondati a Lincoln in due diversi luoghi: la casa di McSween ed il negozio di Ellis. Ad affrontarli c'erano Dolan, Murphy ed i Seven Rivers. Nel negozio di Ellis c'erano asserragliati Scurlock, Bowdre, Middleton, Frank Coe e molti altri. Circa 20 regolatori messicani, guidati da Josefita Chavez, si trovavano attorno alla città. Nella casa di McSween c'erano Alex McSween e la moglie Susan, Billy the Kid, Henry Brown, Jim French, Tom O'Folliard, Jose Chavez y Chavez, George Coe ed una dozzina di vaqueros messicani.
Il pomeriggio del 19 luglio intervennero dei soldati dell'esercito, che diedero fuoco alla casa. Quando le fiamme infuriarono e cadde la notte, a Susan McSween, ad altre donne ed a cinque bambini fu concesso di uscire dalla casa senza pericoli, mentre gli uomini all'interno continuavano a combattere il fuoco. Alle 21:00 gli uomini rimasti all'interno uscirono dall'uscita sul retro. Jim French uscì per primo, seguito da Billy the Kid, O'Folliard e Jose Chavez y Chavez. Gli uomini di Dolan li videro correre ed aprirono il fuoco, uccidendo Harvey Morris, il socio di McSween. Alcuni soldati si portarono sul retro per catturare le persone uscite, quando scoppiò una sparatoria ravvicinata. Alexander McSween ed il Seven Rivers Bob Beckwith morirono. Tre altri regolatori messicani fuggirono approfittando della confusione, per poi riunirsi alla "corazzata" poco lontano.

## Conseguenze
La guerra della contea di Lincoln non fece altro che aumentare la tensione nella zona. I regolatori sopravvissuti, soprattutto Billy the Kid, divennero dei fuggitivi. Gradualmente i suoi compari seguirono ognuno il proprio destino, e lui cavalcò con Bowdre, O'Folliard, Dave Rudabaugh e pochi altri con i quali si dedicò ai furti di bestiame e ad altri crimini. Alla fine lo sceriffo Pat Garrett e la sua milizia trovarono ed uccisero O'Folliard, Bowdre e, nel luglio 1881, anche "the Kid". I tre furono sepolti a Fort Sumner.
Murphy morì di cancro il 20 ottobre 1878 all'età approssimativa di 47 anni. Susan McSween assunse l'avvocato Huston Chapman per citare in tribunale Dolan e gli altri, oltre a cercare l'amnistia per i regolatori. Il 18 febbraio 1879, un anno dopo l'uccisione di Tunstall, Evans e Billy Campbell uccisero Chapman per poi fuggire dal territorio. Anche questo omicidio fu attribuito a Dolan, anche se il suo coinvolgimento non fu mai provato. Dolan fu incriminato per l'omicidio di Tunstall, ma fu poi assolto. In seguito acquistò tutte le proprietà di Tunstall prima di morire nel suo ranch nel 1898, all'età di 49 anni. Susan McSween acquistò molto terreno negli anni che seguirono la guerra della contea di Lincoln, e vi creò un ranch a Three Rivers. A metà degli anni 1890 il suo ranch era il più esteso del territorio. Possedeva tra i 3000 ed i 5000 capi di bestiame, e morì ricca il 3 gennaio 1931 ad 85 anni.

## Filmografia
- Billy the Kid (1930)
- Bill il selvaggio (1950)
- Furia selvaggia (1958)
- Chisum (1970)
- Pat Garrett e Billy Kid (1973)
- Young Guns - Giovani pistole (1988)
- Young Guns II - La leggenda di Billy the Kid (1990)